# Compsophorus caeruleus
Compsophorus caeruleus är en stekelart som först beskrevs av Cameron 1901.  Compsophorus caeruleus ingår i släktet Compsophorus och familjen brokparasitsteklar.

## Underarter
Arten delas in i följande underarter:
- C. c. celebensis
- C. c. concolor